# ميخائيل ميرفي (سياسي)
ميخائيل ميرفي (بالإنجليزية: Michael Murphy)‏ هو سياسي أمريكي، ولد في 16 فبراير 1957 في الولايات المتحدة. حزبياً، نشط في الحزب الجمهوري. وقد انتخب عضو مجلس نواب إنديانا (1994 – 2010).